# Jürgen Egyptien

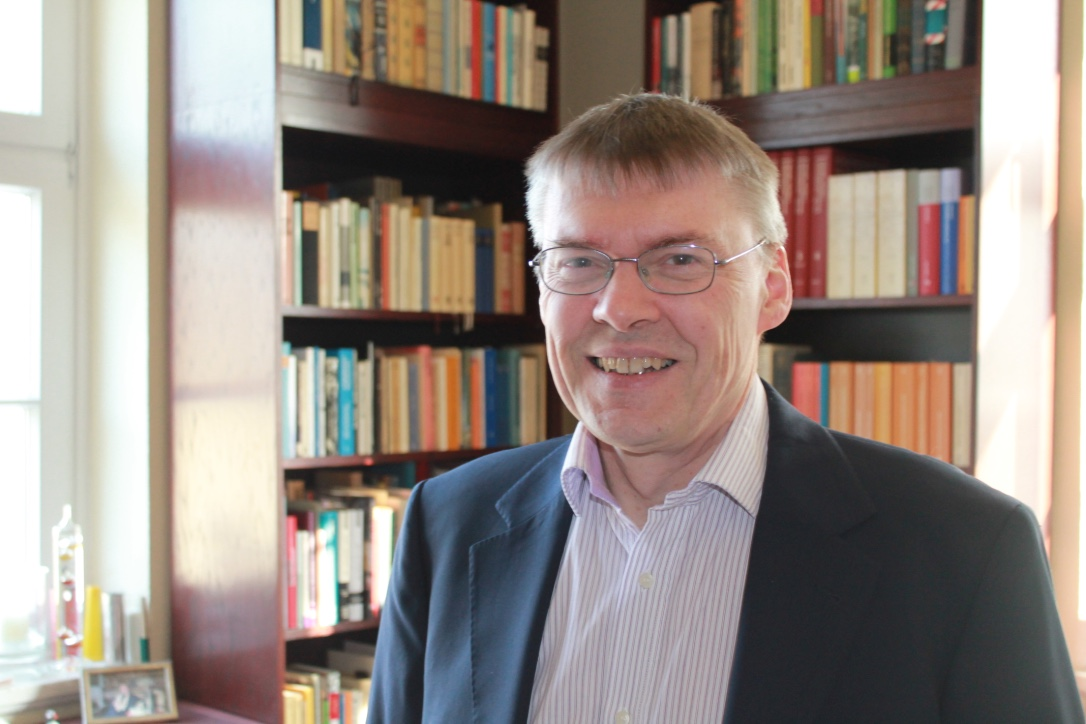
Jürgen Egyptien (2016)

Jürgen Egyptien (geb. 24. August 1955 in Aachen) ist ein deutscher Schriftsteller und Literaturwissenschaftler.

## Leben
Jürgen Egyptien wuchs in Bayreuth auf und legte 1975 am Aachener Couven-Gymnasium das Abitur ab. Nach Ableistung des Zivildienstes im Krankentransportwesen studierte er ab 1976 an der RWTH Aachen Germanistik und Politische Wissenschaften und machte 1981 das Magisterexamen. Danach arbeitete er als Literaturkritiker für Zeitungen, Magazine und den Rundfunk. 1986 wurde er an der TU Berlin mit einer Arbeit über spätmittelalterliche Epik in Germanistischer Mediävistik (bei Thomas Cramer) promoviert. 1987/88 war er als Stipendiat der DFG (Deutsche Forschungsgemeinschaft) in Wien und erschloss den Nachlass des österreichischen Schriftstellers, Politikers, Kulturphilosophen und Kunsttheoretikers Ernst Fischer (1899–1972). Während seines Aufenthalts in Wien wurde J. Egyptien auf den österreichischen Autor Hans Lebert (1919–1993) aufmerksam, dessen erzählerisches Werk er von 1991 bis 1995 in der von ihm begründeten Schwarzen Bibliothek beim Wiener Europa Verlag Wien herausgab.
Nach seiner Rückkehr aus Wien wurde Egyptien Mitarbeiter am Germanistischen Institut der RWTH Aachen, an deren Philosophischer Fakultät er sich 1996 mit einer Monographie über Hans Lebert habilitierte und wo er 2004 zum apl.-Professor ernannt wurde. Neben seiner Lehrtätigkeit übte er redaktionelle und organisatorische Funktionen im Literaturbetrieb aus. Von 1999 bis zur Einstellung ihres Erscheinens 2007 gehörte er der Redaktion der Amsterdamer Zeitschrift Castrum Peregrini an und gründete die Schriftenreihe ‚Figuren um Stefan George’. Gleichzeitig war er stellvertretender Vorsitzender der Stefan-George-Gesellschaft und 1. Vorsitzender des Aachener Peter-Klein-Literaturforums, das über 40 Lesungen mit deutschsprachigen Autoren durchführte. Anschließend war Egyptien von 2006 bis 2014 Vorsitzender der Walter-Hasenclever-Gesellschaft, die in diesem Zeitraum ihren mit 20.000 € dotierten Literaturpreis an Herta Müller, Christoph Hein, Ralf Rothmann und Michael Lentz verlieh.
Von 2008 bis 2012 gehörte er zum Herausgeberteam des dreizehnbändigen Killy Literaturlexikons und war insbesondere für die Literatur des 20. Jahrhunderts verantwortlich.
Seine bevorzugten Forschungsgebiete sind die Literatur der Jahrhundertwende, die Lyrik der Klassischen Moderne sowie die Essayistik und Prosa der Nachkriegszeit. Seit 2007 bemüht er sich publizistisch um den Kölner Essayisten Albrecht Fabri (1911–1998), mit dem er in den 1990er Jahren in Kontakt stand.
Seit Mitte der 1980er Jahre veröffentlicht Jürgen Egyptien Gedichte, Erzählungen, Kurzprosa und poetologische Essays in Zeitschriften (u. a. Literaturmagazin, die horen, Passauer Pegasus, Signum) und Anthologien. 1990 erhielt er die Erika-Burkart-Förderungsgabe für Lyrik. Seit 2021 liegt ein Akzent seines Schreibens auf lyrischen Porträts verstorbener Rockstars. So betreibt Jürgen Egyptien seit 2013 auch einen YouTube-Kanal, auf dem er neben eigenen Gedichten und Gedichtzyklen auch Werke anderer Autoren liest.

## Werke

### Belletristik
- In der Sprache Zwie. Gedichte. Dresden 2005.
- Gespräche mit Albrecht Fabri. Warmbronn 2009.
- Kalebasse. Gedichte. Düsseldorf 2015.
- Oppositionelle Kooperation. Gedichte. Farblithographien von Thomas Kaminsky. Horn: Edition Thurnhof 2019 (oxohyph 105).
- Marsyasmäander. Mit Grafiken von Steffen Büchner. Lyrik-Edition NEUN, Bd. 30, Berlin, Verlag der 9 Reiche, 2024, ISBN 978-3-948999-30-8.
- Aschenflug. Gedichte. Dortmund 2025 (edition offenes feld 119), ISBN 9783769327588
- Echoes. Rocklyrik. Mit 8 Gemälden von Ole Ohlendorf. Norderstedt 2025, ISBN 9783769350449
- Abstürze. Erzählungen. Dortmund 2025 (edition offenes feld 133), ISBN 9783819295027

### Herausgeberschaften (Auswahl)
- Herr Moriz Deutschösterreicher. Eine jüdische Erzählung zwischen Assimilation und Exil. Graz 1988.
- Hans Lebert: Die Wolfshaut. Roman. Wien, Zürich 1991.
- Hans Lebert: Der Feuerkreis. Roman. Wien, Zürich 1992. Taschenbuchausgabe Frankfurt a. M. 1995.
- Jens Rehn: Nichts in Sicht. Roman. Wien, Zürich 1993.
- Hans Lebert: Das Schiff im Gebirge. Unheimliche Erzählungen. Wien, Zürich 1993.
- Walter Muschg: Gespräche mit Hans Henny Jahnn. Aachen 1994.
- Hans Lebert: Das weiße Gesicht. Erzählungen. Wien, München 1995.
- Ernst Gundolf: Werke. Aufsätze, Briefe, Gedichte, Zeichnungen und Bilder. Amsterdam 2006.
- Albrecht Fabri: Das Komma als Hebel der Welt. Rezensionen und Porträts. Warmbronn 2007.
- Der Zweite Weltkrieg in erzählenden Texten zwischen 1945 und 1965. München 2007.
- Wolfgang Koeppen. Neue Wege der Forschung. Darmstadt 2009.
- Hans Lebert: Gedichte. Wien 2010.
- Albrecht Fabri: Kunst und Obszönität. Warmbronn 2011.
- Albrecht Fabri: Klappentexte. Warmbronn 2012.
- Erinnerung in Text und Bild. Zur Darstellung von Krieg und Holocaust im literarischen und filmischen Schaffen in Deutschland und Polen.  V&R Unipress 17. Juli 2013, ISBN 978-3-8471-0144-4.
- Albrecht Fabri Lesebuch. Düsseldorf 2014.
- Albrecht Fabri: Frühe Schriften. Essays und Rezensionen aus der Zeit des Dritten Reichs Frankfurt a. M. 2016.
- Ernst Fischer: Neue Kunst und neue Menschen. Graz 2016.
- Zs. M. Michael Ansel u. H.-E. Friedrich: Der Essay als Universalgattung des Zeitalters. Diskurse, Themen und Positionen zwischen Jahrhundertwende und Nachkriegszeit. Leiden, Boston: Brill 2016 (Amsterdamer Beiträge zur neueren Germanistik 88).
- Stefan-George-Werkkommentar Berlin, Boston: De Gruyter 2017.
- Albrecht Fabri: Filmskripte. Warmbronn: Ulrich Keicher 2018.
- Ernst Fischer: So kann man nicht leben! Romanfragment. Herausgegeben und mit einem Nachwort von Jürgen Egyptien. Graz 2024

### Fachpublikationen (Auswahl)
- Der ‚Anschluß’ als Sündenfall. Hans Leberts literarisches Werk und intellektuelle Gestalt. Mit e. Vorwort von Elfriede Jelinek. Wien 1998.
- Einführung in die deutschsprachige Literatur seit 1945. Darmstadt 2006. Hörbuch-Fassung. Darmstadt 2008.
- Stefan George auf Stift Neuburg. Marbach a. N. 2009.
- Wolfgang Koeppen. Tauben im Gras. Braunschweig 2010.
- Albrecht Fabri als Essayist. Eine Tautologie. Warmbronn 2011.
- Alfred Andersch. Sansibar oder der letzte Grund. Braunschweig 2012.
- Friedrich Gundolf in Heidelberg. Marbach a. N. 2013.
- Stefan George. Dichter und Prophet. Biographie. Darmstadt: Theiss 2018
- Irmgard Keun in Köln. Heidelberg: Morio 2019 (Stationen 25)
- Hans Lebert. Eine biografische Silhouette. Wien Sonderzahl 2019.

### Übersetzungen
- Corky Laing mit Tuija Takala: Letters To Sarah. Die Autobiographie des Mountain-Drummers.  Übersetzung aus dem Englischen von Jürgen Egyptien. Norderstedt 2025, ISBN 9783769367508.

## Auszeichnungen
- 1990 Erika Burkart-Förderungsgabe für Lyrik